# Gerinccsatorna

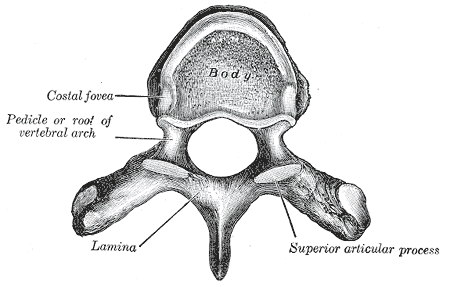
Egy csigolya (a középen látható nagy lyuk egy része a gerinc csatorna)

A gerinccsatorna (canalis vertebralis) az a csatorna, amiben a gerincvelő (medulla spinalis) fut. Magába foglalja a foramina intervertebralia-kat. A csigolyák közti térben elölről a ligamentum longitudinale posterius, hátulról a ligamentum flavum védi.
A gerinccsatornát elsőnek Jean Fernel írta le.